# Futebol Clube do Porto
Futebol Clube do Porto je nogometni klub iz Porta. Najveći rivali su mu Benfica i Sporting.
Futebol Clube do Porto (SD) (kraće FC Porto ili FCP) je portugalsko športsko društvo, koje je najpoznatije je po svom nogometnom odjelu.
Osnovao ga je prodavač vina António Nicolau de Almeida 28. rujna 1893. godine u sjevernom portugalskom gradu Portu. Almeida je imao svoj prvi kontakt s novom igrom na svojim putovanjima u Englesku.
Rad klubu je oživio Monteiro da Costa 1906. godine.
Današnje domaće igralište FC Portu je stadion Dragão, sagrađen za Euro 2004., a svečano je otvoren 16. listopada 2003., zamijenivši 51 godinu starog Antasa.

## Uspjesi
FC Porto je, uz Sporting i Benficu, jedan od portugalske Velike trojice. 
Najuspješniji je portugalski klub u međunarodnim natjecanjima. Osvojio je Ligu prvaka, odnosno Kup europskih prvaka dva puta (1986/87. i 2003/04.), kao i Interkontinentalni kup 1988. i 2004. 2002./03., donio je prvi Kup UEFA u Portugal. 
Prvi je klub nakon Liverpoolove momčadi iz 1976./77., koja je uspila osvojiti Kup prvaka, nakon što je osvojila Kup UEFA.
U portugalskom nogometu su drugi po uspješnosti na ljestvici najboljih portugalskih nogometnih klubova svih vremena; ispred njih je samo Benfica. 
Koncem sezone 2005./06., brojidbe su bile ovakve: Porto je sudjelovao u portugalskim prvenstvima 72 puta, odigravši pritom 1988 susreta (stanje: .....), pobijedivši u 1287, neriješeno odigravši 369, a izgubio je u 332 susreta. Postigao je 4427 pogotka, a primio je 1876 pogodaka. Osvojio je 3204 boda. 

## O športskom društvu
FC Porto je i vodeći klub i u drugim športovima: rukometne i košarkaške momčadi su redovni osvajači državnih naslova prvaka, a odjel hokeja na koturaljkama je među najboljima na svijetu. 
Nova višenamjenska arena pokraj stadiona je u dovršetku gradnje; prijašnjih godine, neprofesionalna domaća igrališta su bila raštrkana po gradićima u susjedstvu (kao što su Gondomar, Matosinhos i Espinho). 

## Klupske nenogometne djelatnosti
Klupske prodavaonice se zovu Loja Azul (hrvatski: plava prodavaonica), a raštrkane su po gradu. Od 1994., održava se sajam trgovačke robe zvan Portomania, kojeg se organizira za vrijeme predsezone. 
FC Porto izdaje jedan od najstarijih časopisa u svezi s nogometnim klubom u Europi: mjesečnik u boji Dragões (Zmaji), koji je počeo s izlaženjem početkom 1980-ih.

## FC Porto kao tvrtka
Nakon što je postao poduzećem 1998., FC Porto je organizirao nekoliko tvrdaka-satelita pri glavnoj tvrdci, radi poboljšanja učinkovitosti rada kluba. 
- FCPorto – mladi nogometaši, rukomet, atletika, časopisi, hokej na koturaljkama
- FCPorto – Futebol SAD i FCPorto – Basquetebol SAD (profesionalni nogomet i košarka)
- PortoEstádio (Estádio do Dragão)
- PortoMultimédia (službene stranice i multimedijski proizvodi)
- PortoComercial (trgovačka roba)
- PortoSeguro (osiguranje)

FCPorto SAD kotira na Euronext Lisbon.

## Navijači
Navijači i igrači ovog športskog društva se zovu portistas, ali često ih se naziva i tripeiros (tripičari, filekari, oni koji jedu iznutrice). U prošlosti se rabio i izraz Andrades, prema obitelji, koja je bila višegodišnji klupski novčarski pokrovitelj. Od 1980-ih, navijači su počeli smatrati taj izraz čak i pogrdnim.

## Predsjednici
Nicolau d`Almeida, Monteiro da Costa, Dummond Villares, Carmo Pacheco, Borges de Avelar, Henrique da Mesquita, Pinto de Faria, Neves Reis, Urgel Horta, Carlos Costa, Angelo César, Ferreira Alves, Júlio Ribeiro, Cesario Bonito, Paulo Pombo, Nascimento Cordeiro, Pinto Magalhães, Américo de Sá, Pinto da Costa

## Nogomet
Svoj prvi službeni trofej, "Kup sjevernog saveza", FC "Porto" je osvojio 1911. godine. 
Idućih godina, postao je jednim od najvažnijih nogometnih klubova u Portugalu, no s manjom nazočnošću u vrhu, u usporedbi s lisabonskim takmacima. Unatoč ovome, momčad je uspila osvojiti prva dva portugalska nogometna prvenstva, a samo četiri naslova prvaka su osvojili do 1980-ih godina. 
1982. Pinto da Costa je preuzeo nadzor na "Portom". Iduća desetljeća potom su pretvorila "Porta" iz četvrte momčadi po uspješnosti u ukupnoj portugalskoj nogometnoj povijesti u najvećeg osvajača naslova (stanje u ožujku 2007.). Od 1982., "Porto" je osvojio 14 naslova prvaka, postigavši rekord "Pentu" (pet naslova prvaka zaredom) 1999., osam portugalskih kupova, kao i većinu superkupova, osvojivši 15 od 27 mogućih. 
Brojni naslovi su bili praćeni teškim optužbama u kojima se tvrdilo da su osvojeni uz pomoć mita i korupcije; optužbe su bile uglavnom dolazile od strane navijača velikih lisabonskih klubova i medija. Ipak, sudovi su odbacili sve optužbe. S druge strane, u gradu Portu su se iste optužbe izgovarale o metodama koje je navodno "Benfica" rabila za postići neke od njihovih uspjeha.

### Međunarodni naslovi

#### 1987. – Kup europskih prvaka
Kad je Pinto da Costa postao predsjednikom, „Porto” je bio jedinim klubom iz portugalske „velike trojice” bez europskih naslova; za njegova predsjednikovanja, to se promijenilo. 
Prva završnica europskih kupova se igrala protiv „Juventusa” u Kupu pobjednika kupova 1983/84., nu, „Porto” ju je izgubio. Trije godine poslije, momčad predvođena trenerom Arturom Jorgeom je osvojio svoj prvi europski naslov, u napetoj pobjedi od 2:1 nad „Bayernom” u završnici Kupa europskih prvaka 1986/87.
| Kolo            | Protivnik         | Doma | Gost |
| --------------- | ----------------- | ---- | ---- |
| 1/16            | Rabat Ajax        | 9:0  | 1:0  |
| 1/8             | TJ Vitkovice      | 0:1  | 3:0  |
| Četvrtzavršnica | Brøndby IF        | 1:0  | 1:1  |
| Poluzavršnica   | Dinamo Kijev      | 2:1  | 2:1  |
| Završnica       | FC Bayern München | 2:1  | 2:1  |

Iduće godine „Porto” je predvođen trenerom Tomislavom Ivićem osvojio europski Superkup, pobijedivši „Ajaxa”, a zatim i Interkontinentalni kup, pobijedivši „Peñarola”, postavši tako prvi portugalski klub koji je osvojio ta dva naslova.

#### 1988. – 2002.
Idućih 16 godina, „Porto” je bio momčad srednje uspješnosti – često u završnoj šesnaestorici, ali nije naprjedovao mnogo dalje. Iznimka je bila sezona 1993/94., kada je došao do poluzavršnice Kupa UEFA. Poluzavršnicu je odlučila jedna utakmica, kada su izgubili od Cruyffove „Barcelone” s 3:0 na Nou Campu.

#### Kup UEFA 2002./03.
U sezoni 2002./03., pod vodstvom trenera Joséa Murinha, „Porto” je ostvario sjajni nastup u Kupu UEFA, okrunjen pobjedom u završnici nad „Celticom”, odigranoj u Sevilli. 
| Kolo      | Protivnik        | Kod kuće | Uzvrat |
| --------- | ---------------- | -------- | ------ |
| 1/64      | Polonia Varšava  | 6:0      | 0:2    |
| 1/32      | FK Austria Wien  | 1:0      | 2:0    |
| 1/16      | RC Lens          | 3:0      | 0:1    |
| 1/8       | Denizlispor K.   | 6:1      | 2:2    |
| 1/4       | Panathinaikos FC | 0:1      | 2:0    |
| 1/2       | SS Lazio         | 4:1      | 0:0    |
| Završnica | Celtic FC        | 3:2      | 3:2    |

#### Liga prvaka 2003/04.
Iduća sezona je predstavlja veći izazov. Unatoč lošijem početku, počevši od poraza od 1:3 protiv „Reala” iz Madrida, „Porto” više nije izgubio utakmicu u Ligi prvaka te sezone, izbacivši tako i „Olympiquea” iz Marseillea u Kup UEFA (isti su te sezone dosegnuli završnicu), „Manchester Uniteda” na Old Traffordu u zadnjim trenutcima utakmice, „Olympique Lyonnaisa” i „Deportiva” iz La Coruñe. U završnici je „Porto” pobijedio „Monaca” s 3:0, u susretu odigranom u Gelsenkirchenu na stadionu Arena AufSchalke, čime je postao prva momčad koja je pobijedila u ovom natjecanju, a da je bila izvan Velike petorice, nakon „Ajaxova” uspjeha 1995.
| Kolo      | Protivnik              | Kod kuće | Uzvrat |
| --------- | ---------------------- | -------- | ------ |
| Skupina   | FK Partizan Beograd    | 2:1      | 1:1    |
| Skupina   | Real Madrid CF         | 1:3      | 1:1    |
| Skupina   | Olympique de Marseille | 1:0      | 3:2    |
| 1/8       | Manchester United FC   | 2:1      | 1:1    |
| 1/4       | Olympique Lyonnais     | 2:0      | 2:2    |
| 1/2       | RC Deportivo La Coruña | 0:0      | 1:0    |
| Završnica | AS Monaco FC           | 3:0      | 3:0    |

Nakon ove pobjede „Porto” je postao portugalski klub s najviše europskih naslova – 2 Kupa prvaka/Lige prvaka i 1 Kup UEFA, pretekavši „Benficu”, koja ima dva Kupa prvaka i „Sportinga” koji ima osvojen 1 Kup kupova.
Pobjeda je bila vrhuncem uspjeha, i otad je počeo pad. Prvo je trener José Mourinho otišao voditi „Chelsea”, a i brojni igrači su otišli. Uslijedlo je nekoliko promjena trenera tijekom sezone 2004/05., što je rezultiralo osvajanjem doprvačkog statusa, iza „Benfice” (i taj uspjeh je tek dosegnut u zadnjem kolu, jer većim dijelom sezone su bili treći), a u obrani naslova prvaka Lige prvaka su ispali u šesnaestini završnice od talijanskog predstavnika „Intera”.
..2. prosinca 2004., „Porto” je osvojio Interkontinentalni kup, pobijedivši kolumbijski „Once Caldas” nakon izvođenja jedanaesteraca s 8:7.
„Porto” je jedan od utemeljitelja G-14.

## Klupski uspjesi

### Domaći uspjesi
Prvenstvo Portugala:
- Prvak:  
  - "Prva liga" (1): 1934/35.
  - Službena prvenstva (29): 1938./39., 1939./40., 1955./56., 1958./59., 1977./78., 1978./79., 1984./85., 1985./86., 1987./88., 1989./90., 1991./92., 1992./93., 1994./95., 1995./96., 1996./97., 1997./98., 1998./99., 2002./03., 2003./04., 2005./06., 2006./07., 2007./08., 2008./09., 2010./11., 2011./12., 2012./13., 2017./18., 2019./20., 2021./22.
- Doprvak: 
  - "Prva liga" (2): 1935./36., 1937./38.
  - Službena prvenstva (27): 1940./41., 1950./51., 1953./54., 1956./57., 1957./58., 1961./62., 1962./63., 1963./64., 1964./65., 1968./69., 1974./75., 1978./79., 1980./81., 1982./83., 1983./84., 1986./87., 1988./89., 1990./91., 1993./94., 1999./00., 2000./01., 2004./05., 2014./15., 2016./17., 2018./19., 2020./21., 2022./23.
- Trećeplasirani: 
  - Službena prvenstva (15): 1946./47., 1951./52., 1960./61., 1965./66., 1966./67., 1967./68., 1970./71., 1976./77., 1981./82., 2001./02, 2009./10., 2013./14., 2015./16., 2023./24., 2024./25.

Portugalski kup:
- Prvak (20): 1955./56., 1957./58., 1967./68., 1976./77., 1983./84., 1987./88., 1990./91., 1993./94., 1997./98., 1999./00., 2000./01., 2002./03., 2005./06., 2008./09., 2009./10., 2010./11., 2019./20., 2021./22., 2022./23., 2023./24.
- Finalist (14): 1952./53., 1958./59., 1960./61., 1963./64., 1977./78., 1979./80., 1980./81., 1982./83., 1984./85., 1991./92., 2003./04., 2007./08., 2015./16., 2018./19.

"Portugalsko prvenstvo": (prethodnik portugalskog kupa)
- Prvak (4): 1921./22., 1924./25., 1931./32., 1936./37.
- Finalist (2): 1923./24., 1930./31.

Portugalski superkup
- Prvak (24): 1981., 1983., 1984., 1986., 1990., 1991., 1993., 1994., 1996., 1998., 1999., 2001., 2003., 2004., 2006., 2009., 2010., 2011., 2012., 2013., 2018., 2020., 2022., 2024.
- Finalist (10):  1979., 1985., 1988., 1992., 1995., 1997., 2000., 2007., 2008., 2023.

Portugalski liga kup
- Prvak (1): 2022./23.
- Finalist (4): 2009./10., 2012./13., 2018./19., 2019./20.

Prvenstvo Porta
- Prvak: 30

Porto kup:
- Prvak: 32

Porto Superkup:
- Prvak: 14

Liga Intercalar Portugal:
- Prvak: 1

### Europski i svjetski uspjesi
Kup prvaka / Liga prvaka:
- Prvak (2): 1986./87. (finale), 2003./04. (finale)

Kup pobjednika kupova:
- Finalist (1): 1983./84. (finale)

Kup UEFA/ Europska liga: 
- Prvak (2): 2002./03. (finale), 2010./11. (finale)

Europski superkup:
- Prvak (1): 1987.
- Finalist (3): 2003., 2004., 2011.

Interkontinentalni kup:
- Prvak (2): 1987., 2004.

Taça Ibérica: 
- Prvak (2): 1935., 2019.

## Poznati treneri
- Elek Schwartz
- Fernando Daucik
- Dorival Yustrich
- Pedroto
- Tommy Docherty
- Artur Jorge
- Tomislav Ivić
- Samuel Thompson
- Sir Bobby Robson
- António Oliveira
- Fernando Santos
- José Mourinho
- Co Adriaanse
- André Villas-Boas
- Jesualdo Ferreira

## Poznati igrači
| * Barrigana                                            | * Hernâni            | * Pavão               | * Pedroto               |  |  |  |  |
| * Pinga                                                | * Seninho            | * Virgílio            | * Teófilo Cubillas      |  |  |  |  |
| Pedroto i razdoblje europskih uspjeha (1978. do 1989.) |                      |                       |                         |  |  |  |  |
| * António André                                        | * Rui Barros         | * Celso               | * Costa                 |  |  |  |  |
| * Geraldão                                             | * Fernando Gomes     | * Frasco              | * Futre                 |  |  |  |  |
| * Augusto Inácio                                       | * Juary              | * Jaime Magalhães     | * António Oliveira      |  |  |  |  |
| * Jaime Pacheco                                        | * João Pinto         | * António Sousa       | * Madjer                |  |  |  |  |
| * Branco                                               | * Józef Młynarczyk   |                       |                         |  |  |  |  |
| Devedesete (1990. do 1999.)                            |                      |                       |                         |  |  |  |  |
| * Aloísio                                              | * Vítor Baía         | * Sérgio Conceição    | * Jorge Costa           |  |  |  |  |
| * Fernando Couto                                       | * Deco               | * Domingos Paciência  | * Rui Filipe            |  |  |  |  |
| * Paulinho Santos                                      | * Emerson            | * Jardel              | * Emil Kostadinov       |  |  |  |  |
| * Paredes                                              | * Timofte            | * Ljubinko Drulović   | * Ivica Kralj           |  |  |  |  |
| * Carlos Secretário                                    | * Zlatko Zahovič     | * Grzegorz Mielcarski | * Doriva                |  |  |  |  |
| Od 2000.                                               |                      |                       |                         |  |  |  |  |
| * Ricardo Carvalho                                     | * Costinha           | * Lisandro Lopéz      | * Capucho               |  |  |  |  |
| * Maniche                                              | * Ricardo Quaresma   | * Lucho González      | * Pepe                  |  |  |  |  |
| * Derlei                                               | * Diego              | * Dmitrij Aleničev    | * Sergej Ovčinnikov     |  |  |  |  |
| * Deco                                                 | * Benni McCarthy     | * Anderson            | * Hélder Postiga        |  |  |  |  |
| * Helton                                               | * Nuno Valente       | * Paulo Ferreira      | * José Bosingwa         |  |  |  |  |
| * Hulk                                                 | * Liédson            | * Pena                | * Milan Stepanov        |  |  |  |  |
| * Fernando Belluschi                                   | * Tomislav Šokota    | * Marko Pavlovski     | * Silvio Marić          |  |  |  |  |
| * Aly Cissokho                                         | * Bruno Alves        | * Pedro Emanuel       | * Ricardo Quaresma      |  |  |  |  |
| * Radamel Falcao                                       | * James Rodríguez    | * Fredy Guarín        | * Rolando               |  |  |  |  |
| * Eliaquim Mangala                                     | * Álvaro Pereira     | * João Moutinho       | * Fernando              |  |  |  |  |
| * Nicolás Otamendi                                     | * Cristian Săpunaru  | * Silvestre Varela    | * Walter                |  |  |  |  |
| * Rúben Micael                                         | * Clayton            | * Miran Pavlin        | * Edgar Jankauskas      |  |  |  |  |
| * Mário Silva                                          | * Pedro Mendes       | * Ricardo Fernandes   | * Bruno Vale            |  |  |  |  |
| * Bruno Moraes                                         | * Ricardo Costa      | * Yacine Brahimi      | * Vincent Aboubakar     |  |  |  |  |
| * Jackson Martínez                                     | * Bruno Martins Indi | * Danilo              | * Cristian Tello        |  |  |  |  |
| * Casemiro                                             | * Óliver Torres      | * Evandro Goebel      | * Héctor Miguel Herrera |  |  |  |  |
| * Iker Casillas                                        | * Tarik Sektioui     | * Raul Meireles       | * Jorge Fucile          |  |  |  |  |
| * Hugo Almeida                                         | * Jorge Andrade      | * Marat Izmailov      | * Adrián López          |  |  |  |  |

- Futebol Clube do Porto – sportsko društvo
- FC Porto (košarka)
- FC Porto (hokej)
- FC Porto (rukomet)
- FC Porto (vaterpolo)

## Vanjske poveznice
- Službene stranice